# کرولاین فاربرگر
کرولاین فاربرگر (به انگلیسی: Caroline Farberger) (زاده ۲۹ اکتبر ۱۹۶۷) یک مدیر بازرگانی سوئدی است که در حال حاضر به عنوان رئیس، مشاور هیئت مدیره و عضو هیئت مدیره در چندین شرکت کار می‌کند.
او یک زن ترنس است. او به عنوان مدیر عامل شرکت سوئدی ایکا از سال ۲۰۱۶ تا ۲۰۲۲ خدمت کرده است. فاربرگر که قبلاً به عنوان یک مرد زندگی می‌کرد، به عنوان اولین مدیرعامل سوئدی تراجنسیتی شناخته می‌شود.او در سن ۴۹ سالگی آشکارسازی کرد.